# Damarco

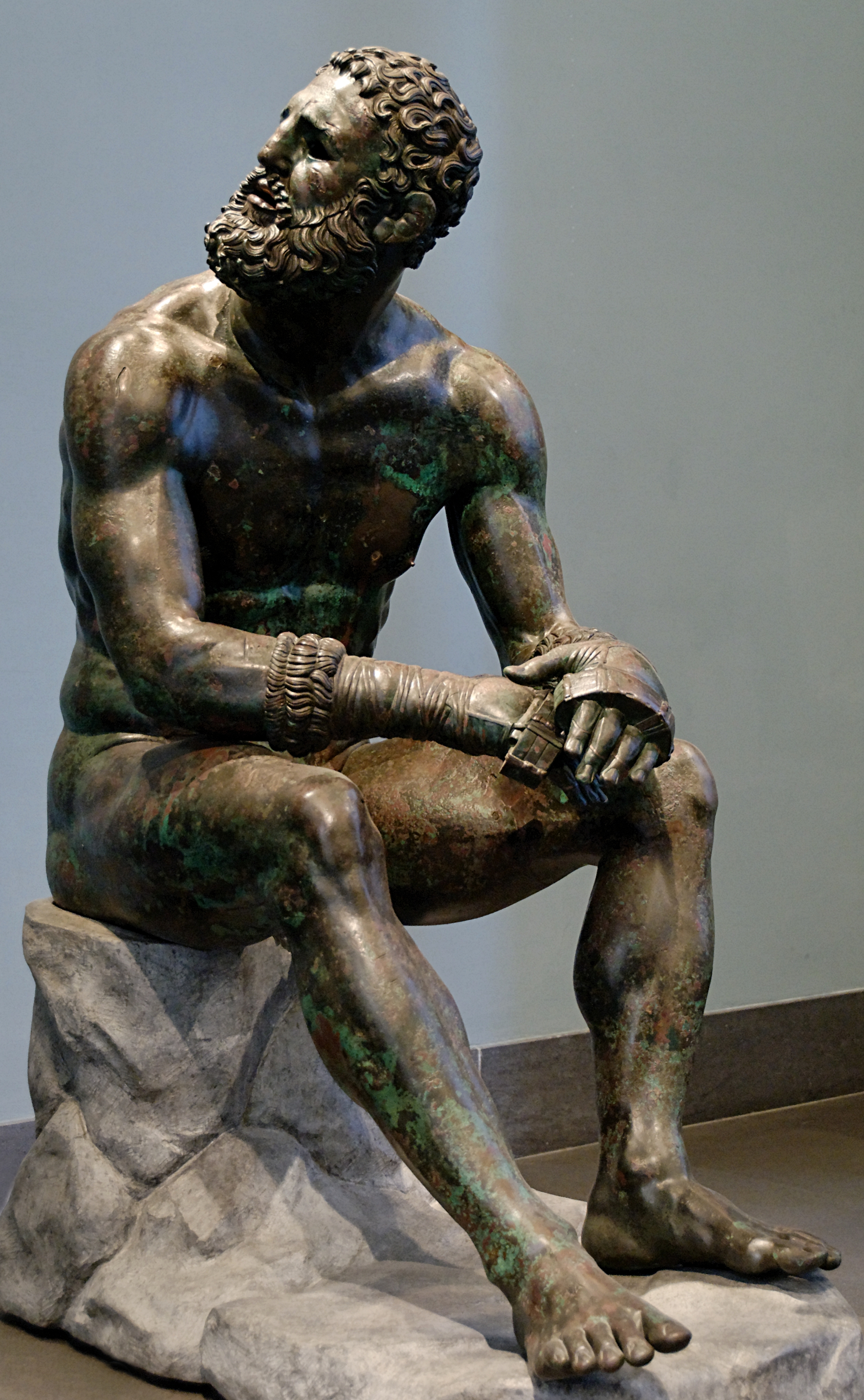
O pugilista de Quirinal (Museu das Termas, Roma)

 Damarco  (~400 a.C.), o Dinita, foi um herói olímpico da Grécia Antiga proveniente da Parrásia (Arcádia). Relatos lendários dizem que este pugilista assumiu a forma de um lobo após um sacrifício a Júpiter Liceu (epíteto de Zeus nas festas arcádias), voltando à condição humana nove anos após o fato, constituindo-se desta forma numa das mais antigas referências de licantropia. 

## Etimologia
O nome Damarco é proveniente do grego dórico Δάμαρχος (em latim Damarchus) e significa alcaide. É composto pelas raízes das palavras δάμος (povo) e άρχος (chefe). Seu correlato em dialeto ático é Δήμαρχος.